# Hoja del Lunes
Hoja del Lunes fue la denominación genérica para un grupo de periódicos editados por las asociaciones de prensa provinciales en España. Desde 1925 hasta 1982 era el único periódico autorizado a publicarse en lunes.

## Características generales
Las Hojas del Lunes surgen como consecuencia de uno de los mayores logros alcanzados por los trabajadores de prensa en su día: el descanso dominical. En 1919 se produjo una huelga de periodistas que reclamaban entre otras esta medida de descanso dominical, que finalmente quedaría instituido en 1925. Para garantizar dicho descanso las empresas periodísticas dejaron de publicar sus ediciones durante los lunes y, como consecuencia de esta conquista, se crearon las Hojas del Lunes con el fin de proporcionar recursos económicos a las asociaciones de prensa provinciales existentes.
Durante la dictadura de Primo de Rivera se autoriza a las asociaciones a editar sus publicaciones, y durante la dictadura de Francisco Franco continúa siendo el único periódico autorizado a publicarse el lunes, ya que se mantuvo obligatorio el descanso dominical de la prensa. Casi toda la información que llevaban era deportiva y principalmente de fútbol, y acostumbraban a utilizar los talleres de algún diario provincial, lo que les permitía tiradas bastante altas. La aparición todos los lunes con carácter de exclusividad facilitó su implantación con rapidez. A partir del 19 de abril de 1982 se autoriza la publicación de la prensa en lunes —siendo El País, La Vanguardia y El Periódico de Catalunya los primeros en salir a la calle dicho día, aunque Diario 16 ya poseía una edición de los días lunes desde mediados de 1980— y poco a poco fueron cerrando las diferentes Hojas del Lunes, al no poder competir en el mercado con el resto de periódicos.

## Ediciones zonales
Recopilación de ediciones de la Hoja del Lunes según el catálogo de la Biblioteca Nacional de España.
| Provincia/Ciudad       | Inicio de publicación   | Fin de publicación       | Notas |
| ---------------------- | ----------------------- | ------------------------ | --- |
| Alicante               | 10 de noviembre de 1941 | 19 de noviembre de 1984  | Publicada bajo el nombre Lunes desde 1941 hasta el 26 de agosto de 1968.                                                                                   |
| Almería                | Abril de 1939           | 6 de febrero de 1978     | |
| Badajoz                | 20 de enero de 1941     | 26 de octubre de 1981    | Publicado bajo el nombre Norma desde 1941 hasta el 26 de diciembre de 1950.                                                                                |
| Barcelona              | 1 de enero de 1926      | 21 de febrero de 1983    | |
| Bilbao                 | 1 de enero de 1926      | 9 de enero de 1984       | |
| Burgos                 | 6 de marzo de 1950      | 27 de mayo de 1985       | |
| Cádiz                  | 3 de enero de 1966      | 26 de abril de 1982      | |
| Ciudad Real            | 7 de febrero de 1966    | 2 de mayo de 1983        | |
| Gijón                  | 1949                    | 13 de mayo de 1991       | |
| Granada                | 12 de julio de 1937     | 1982                     | |
| La Coruña              | 22 de febrero de 1937   | 14 de febrero de 1983    | Publicación suspendida entre 1940 y 1941. |
| Las Palmas             | 6 de abril de 1953      | 7 de mayo de 1983        | |
| León                   | 16 de marzo de 1953     | 16 de abril de 1984      | |
| Lérida                 | 1942                    | 4 de julio de 1977       | Bajo el nombre Lérida desde 1942 hasta el 6 de febrero de 1967.                                                                                            |
| Lugo                   | 7 de enero de 1962      | 29 de diciembre de 1986  | |
| Madrid                 | 17 de noviembre de 1930 | 3 de agosto de 1986      | |
| Málaga                 | Febrero de 1937         | 17 de diciembre de 1982  | |
| Murcia                 | 25 de enero de 1943     | 14 de agosto de 1989     | Bajo el nombre Murcia desde 1943 hasta el 26 de diciembre de 1950.                                                                                         |
| Orense                 | 1950                    | 16 de diciembre de 1985  | |
| Oviedo                 | 5 de diciembre de 1949  | 1 de junio de 1992       | |
| Palma de Mallorca      | 28 de abril de 1947     | 31 de enero de 1983      | |
| Pamplona               | Diciembre de 1936       | 1982                     | |
| Salamanca              | 5 de abril de 1943      | 12 de marzo de 1984      | |
| Santa Cruz de Tenerife | Julio de 1950           | 1982                     | |
| Santander              | Abril de 1935           | 1984                     | |
| Sevilla                | Abril de 1934           | 10 de febrero de 1984    | Bajo el nombre Lunes desde abril de 1934 hasta el 27 de diciembre de 1950.                                                                                 |
| Valencia               | 1921                    | 1993                     | Entre el 6 de octubre de 1991 y 1993 circuló como diario bajo el nombre Hoja de Valencia.                                                                  |
| Valladolid             | 1943                    | 3 de diciembre de 1984   | |
| Vigo                   | Marzo de 1934           | 14 de diciembre de 1981  | Desde el 5 de octubre de 1953 hasta el 14 de diciembre de 1981 circuló bajo el nombre Hoja de los Lunes de la provincia de Pontevedra.                     |
| Zaragoza               | 17 de febrero de 1936   | 24 de septiembre de 1984 | Desde el 8 de octubre de 1984 hasta el 11 de mayo de 1987 circuló bajo el nombre Heraldo del Lunes, siendo posteriormente absorbida por Heraldo de Aragón. |

### Alicante
Se editó la Hoja del Lunes de Alicante, bajo el nombre Lunes desde el 10 de noviembre de 1941 (bajo la dirección de Ambrosio Luciáñez Riesco) hasta el 26 de agosto de 1968, y bajo el nombre Hoja del Lunes desde el 2 de septiembre de 1968 hasta el 19 de noviembre de 1984. El Archivo Municipal de Alicante en su hemeroteca tiene guardado un número de cada una de las ediciones publicadas.

### Badajoz
La Hoja del Lunes de Badajoz surge tras la contienda civil, si bien en los primeros años se presenta bajo el título de Norma, con los emblemas 
falangistas del yugo y flechas en su mancheta, vinculada a la dirección provincial de Educación Popular, órgano de propaganda del nuevo régimen. A principios de los años 1950 cambia de denominación y adopta el de Hoja del Lunes. Es editada e impresa en las instalaciones del diario Hoy, perteneciente entonces a la Editorial Católica. Su personal se nutría con periodistas y profesionales de dicho medio. Los miembros de la Asociación de la Prensa de Badajoz, editora del semanario, eran periodistas del diario católico, ya que entonces no había otros medios informativos con profesionales, que se turnaban en la presidencia de la asociación y en la dirección del diario.
A comienzos de los años 1970 una generación de jóvenes periodistas formados en la Escuela Oficial de Periodismo toman las riendas de la Hoja del Lunes e imponen nuevos rumbos. Aunque la información deportiva sigue dominando, las páginas del semanario se abren a nuevos temas y aparecen en ellas reportajes sobre asuntos que eran tabú como la prostitución o la guerra civil. La publicación de este tipo de informaciones dio lugar a la apertura de expediente y a que en la calle la Hoja del Lunes fuese conocida como «La roja del Lunes».
El número del 8 de noviembre de 1976, que anunciaba un reportaje sobre la guerra civil en Badajoz, fue especialmente polémico. Esta información supuso que su autor, José Carlos Duque, a la vez director de la publicación, se viera incurso en un proceso judicial por injurias al Ejército. Finalmente, la causa sería sobreseída y el periodista absuelto de los cargos que se le imputaban. En los años 80, cuando los diarios empiezan a trabajar los domingos y a aparecer los lunes, la Hoja se vio obligada cerrar, como muchas de otras ciudades. El último número aparece el 26 de octubre de 1981.

### Barcelona

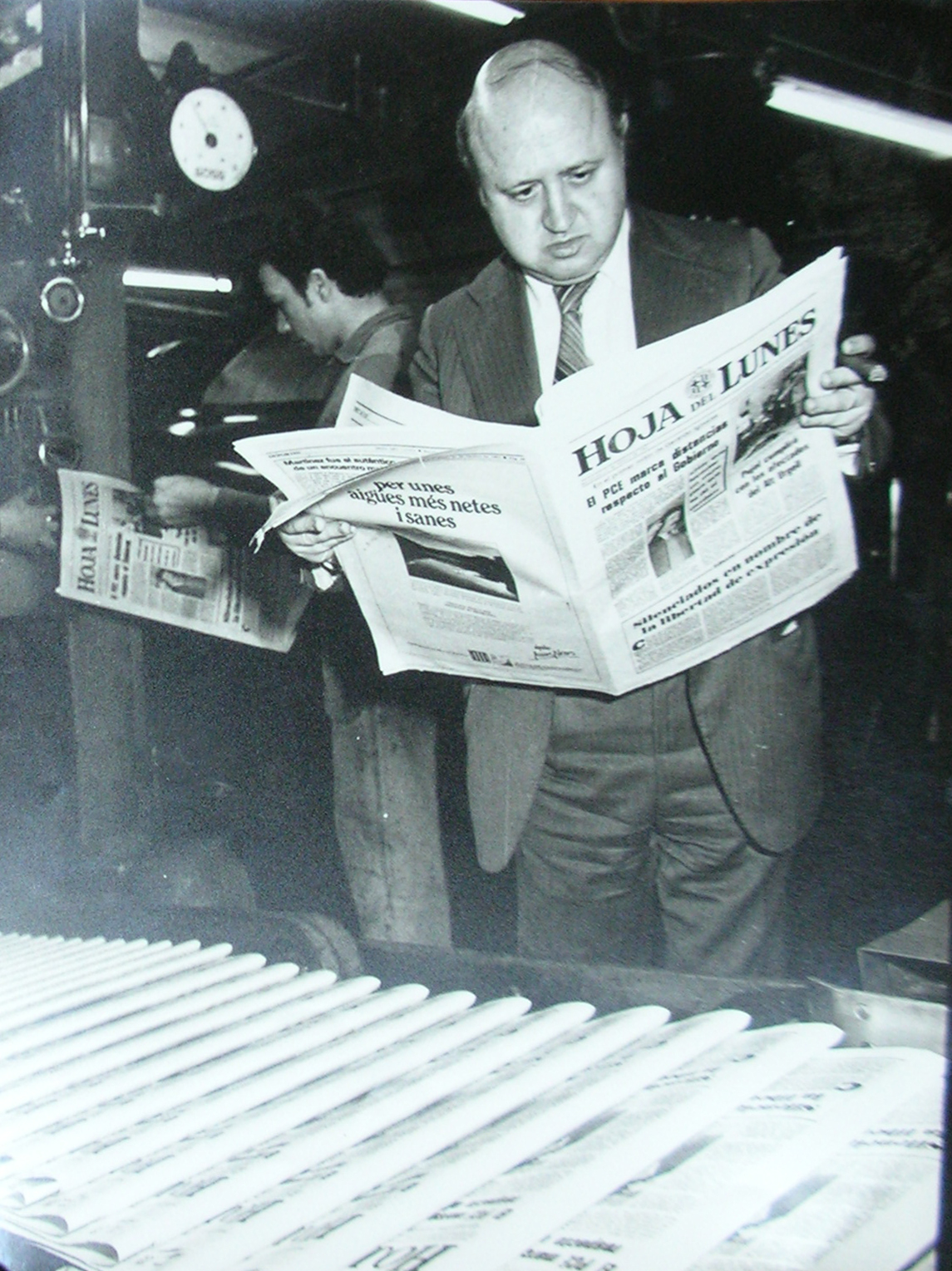
Ejemplares recién publicados en la imprenta de la Hoja del Lunes de Barcelona

La Hoja del Lunes de Barcelona comenzó a ser editada el 4 de enero de 1926 y dejó de publicarse el 21 de febrero de 1983.

### Bilbao
La Hoja del Lunes de Bilbao comenzó a publicarse en 1932 y terminó de hacerlo en enero de 1984. Fue una de las primeras publicaciones que dieron respuesta al descanso dominical. En distintos periodos fueron sus directores Lucio del Álamo Urrutia, Laureano Muñoz Viñarás, Alfonso Ventura Vázquez y José María Portell, asesinado por la banda terrorista ETA en 1978.

### Burgos
La Hoja del Lunes de Burgos comenzó a publicarse el 6 de marzo de 1950 con subvención del ayuntamiento. Se imprimía en los talleres del Diario de Burgos y Andrés Ruíz Valderrama fue su director. Publicó de forma ininterrumpida hasta el 27 de mayo de 1985.

### Cádiz
La Hoja del Lunes de Cádiz estuvo editándose como tal entre el 3 de enero de 1966 y el 26 de abril de 1982. Sin embargo desde 1942 se publicaba los lunes un periódico llamado Información del Lunes, en cuyos talleres empezó a imprimirse la Hoja del Lunes, posteriormente se estuvo imprimiendo en la imprenta de Jiménez Mena. Tuvo como directores a Francisco Moreno Ruiz y Evaristo Cantero.

### Córdoba
La Hoja del Lunes de Córdoba comenzó a editarse a partir de 1946, bajo la dirección de Francisco Quesada Chacón y con José Luis Sánchez Garrido con redactor-jefe. Era editado por la Asociación de la Prensa de Córdoba, realizándose esta en los talleres del diario Córdoba —órgano de FET y de las JONS y único diario editado en la provincia—. Titulado inicialmente como El Noticiero del Lunes, a partir de 1950 adoptó la denominación definitiva. Su último número apareció el 6 de julio de 1970.

### La Coruña
La Hoja del Lunes de La Coruña se estuvo publicando desde 1937 a 1983, siendo la principal fuente de ingresos de la asociación local de la prensa. Se estuvo editando en los talleres de La Voz de Galicia y empezó saliendo con un formato de cuatro páginas, aunque en sus últimos años incorporaba un suplemento titulado Riazor con información deportiva. Tuvo tres directores: José Fernández Méndez, Enrique Santos Bugallo y Emilio Merino Losada.

### Granada
La Hoja del Lunes de Granada empezó a publicarse en 1937 y terminó de hacerlo en 1982.

### Lugo
La Hoja del Lunes de Lugo comenzó a publicarse en 1961. Publicó su última edición el 29 de diciembre de 1986.

### Madrid
La Hoja del Lunes de Madrid comenzó a editarse en 1930. Su mayor impulsor fue Alejandro Lerroux, presidente de la asociación madrileña hasta 1933. Se imprimió en varios talleres a lo largo de su historia siendo los más importantes los de Ya y Arriba. Tras su cierre en el año 1986, la asociación de la prensa madrileña comenzó a editar otras publicaciones con el fin de mantener un cierto nivel de ingresos para su mantenimiento y prestaciones a los asociados.

### Murcia
La Hoja del Lunes de Murcia empezó a editarse el 25 de enero de 1943, utilizándose los talleres de La Verdad durante casi toda su existencia. Tenía una tirada bastante alta; en 1970 se tiraban unos 23.000 ejemplares, a principio de los ochenta bajó algo su tirada, aunque poco antes de su cierre la tirada ascendía a casi 40.000 ejemplares. Su primer director fue Isidro Martín, continuando al poco tiempo Nicolás Ortega Lorca. Tras su muerte fueron directores Antonio Montesinos, Jerónimo García Ruiz, Diego Martínez Peñalver, Mariano Caballero Carpena y Ginés Conesa Jiménez. La publicación contaba en su plantilla con varios redactores y personal de administración y talleres. En sus últimos años, colaboraron periodistas de otros diarios desaparecidos en los años ochenta como Línea y Diario de Murcia. En 1989 cesó su actividad al empezar a publicarse los diarios murcianos en lunes.

### Orense
La Hoja del Lunes de Orense apareció en 1950.

### Pamplona
La Hoja del Lunes de Pamplona es decana en su publicación ya que comenzó a editarse en 1915 para sufragar gastos de enfermedad de sus periodistas asociados. En 1936 con una asociación de la prensa renovada comenzó a ofrecer mayor rentabilidad y así atender las prestaciones de los afiliados. En 1982 cesó su publicación.

### Salamanca
La Hoja del Lunes de Salamanca publicó su última edición el 12 de marzo de 1984.

### San Sebastián
La Hoja del Lunes de San Sebastián cerró en junio de 1983.

### Santander
La Hoja del Lunes de Santander comenzó a publicarse el 22 de abril de 1935, se editaba en los talleres de El Diario Montañés, su primer director fue José Simón Cabarga. Durante la Guerra Civil el director, que pertenecía al Frente Popular, lo convirtió en un diario de guerra. En 1937 se encargó de su edición la asociación de la prensa santanderina y tuvo como directores a Alejandro Blanco, Julio Jenaro Abín, Florencio de la Lama Bulnes, Juan González Bedoya y José Ramón San Juan Jiménez. Dejó de publicarse el 9 de julio de 1984.

### Sevilla
La Hoja del Lunes de Sevilla salió a la calle durante 50 años, editada por la Asociación de la Prensa de Sevilla. Se publicó desde abril de 1934 hasta febrero de 1984. Desde su aparición hasta 1950 se conoció como Lunes. Los 49 volúmenes, más de 85 600 páginas, han sido digitalizados por la Hemeroteca Municipal y pueden consultarse online en el Repositorio del Patrimonio Documental del Ayuntamiento de Sevilla, No8Do Digital.

### Tenerife
La Hoja del Lunes de Tenerife estuvo publicándose hasta 1981 a cargo de la Asociación de Prensa de Santa Cruz de Tenerife. Su último director fue José Alberto Santana Díaz.

### Valencia
La Hoja del Lunes editada por la Asociación de la Prensa Valenciana se publicó desde 1939 hasta el 6 de octubre de 1991, fecha en la que cambió su nombre a Hoja de Valencia y se convirtió en diario, para posteriormente desaparecer en 1993. Como curiosidad en el año 1986 patrocinó al equipo de Valencia Basket.

### Valladolid
La Hoja del Lunes de Valladolid comenzó a publicarse en 1947 y dejó de hacerlo en 1981. Entre sus directores estuvieron Ramón García Domínguez y Rafael González Yáñez.

### Vigo
La Hoja del Lunes de Vigo comenzó a publicarse el 4 de mayo de 1936, pero fue secuestrada al poco de aparecer. Su primer director fue Manuel Lustres Ribas. Dejó de publicarse en 1981.

### Zaragoza
La Hoja del Lunes de Zaragoza apareció a la venta el 17 de marzo de 1936 con el título de Hoja Oficial del Lunes. Sus directores fueron Emilio Alfaro Lapuerta, que también fue su fundador, Pablo Cistué de Castro, Simón González Gómez y José Luis Aranguren Egozkue, hasta el 24 de septiembre de 1984 en que dejó de editarse. Utilizó los mismos talleres que El Noticiero, Aragón Exprés y Heraldo de Aragón.